# Трестиоара (Прахова)
Трестиоара (рум. Trestioara) насеље је у Румунији у округу Прахова у општини Валканешти. Oпштина се налази на надморској висини од 313 m.

## Становништво
Према подацима из 2002. године у насељу је живело 519 становника, од којих су сви румунске националности.